# فرانشيسكو بروزي
فرانشيسكو بروزي (باللاتينية: Franciscus Barocius)‏ (و. 1537 – 1604 م) هو عالم فلك، ورياضياتي ولد في كاندية.
توفي في البندقية، عن عمر يناهز 67 عاماً.